# ن. لي وود
ن. لي وود (بالإنجليزية: N. Lee Wood)‏ (15 نوفمبر 1955، كونيتيكت في الولايات المتحدة)؛ كاتِبة وروائية أمريكية.